# Charlie Cosnier
Charlie Cosnier (* 7. Januar 1980 in Sélestat) ist ein ehemaliger französischer Snowboarder.

## Werdegang
Cosnier, der für den Skiclub St. Marie aux Mines startete, fuhr im November 1995 in Zell am See erstmals im Snowboard-Weltcup und belegte dabei die Plätze 56 und 39 im Riesenslalom. In der Saison 1996/97 gewann er bei den Juniorenweltmeisterschaften 1997 im Corno alle Scale die Bronzemedaille im Riesenslalom und fuhr bei den Snowboard-Weltmeisterschaften 1997 in Innichen auf den 30. Platz im Parallelslalom sowie auf den 12. Rang im Slalom. Zudem erreichte er mit Platz zwei im Riesenslalom in Olang sowie Rang drei im Riesenslalom in Bardonecchia seine ersten Podestplatzierungen im Weltcup und zum Saisonende den zehnten Platz im Riesenslalom-Weltcup. Im folgenden Jahr gewann er bei den Juniorenweltmeisterschaften in Chamrousse die Goldmedaille im Riesenslalom. In der Saison 1998/99 kam er im Weltcup viermal unter die ersten Zehn. Dabei holte er im Riesenslalom in Mont Sainte-Anne seinen ersten Weltcupsieg und zum Saisonende den sechsten Platz im Riesenslalom-Weltcup. Beim Saisonhöhepunkt, den Snowboard-Weltmeisterschaften 1999 in Berchtesgaden, belegte er den 63. Platz im Parallelslalom sowie jeweils den achten Platz im Slalom und Parallel-Riesenslalom. Bei den folgenden Juniorenweltmeisterschaften auf der Seiser Alm gewann er die Goldmedaille im Parallel-Riesenslalom. Zu Beginn der Saison 1999/2000 holte er im Parallel-Riesenslalom in Zell am See seinen zweiten und damit letzten Weltcupsieg. Im weiteren Saisonverlauf erreichte er zwei Top-Zehn-Platzierungen und errang damit den 25. Platz im Gesamtweltcup sowie den 14. Platz im Parallel-Weltcup. Im März 2000 wurde er französischer Meister im Parallelslalom. In der Saison 2000/01 kam er in Ruka mit Platz zwei im Parallelslalom im Weltcup letztmals aufs Podest. Bei den Snowboard-Weltmeisterschaften 2001 in Madonna di Campiglio fuhr auf den 22. Platz im Parallelslalom und auf den 15. Rang im Riesenslalom. Bei seiner einzigen Olympiateilnahme im Februar 2002 in Salt Lake City errang er den 23. Platz im Parallel-Riesenslalom. In den folgenden Jahren erreichte er meist Platzierung außerhalb der ersten Zehn. Bei den Snowboard-Weltmeisterschaften 2003 am Kreischberg belegte er den 20. Platz im Parallelslalom sowie den 18. Rang im Parallel-Riesenslalom und bei den Snowboard-Weltmeisterschaften 2005 in Whistler den 14. Platz im Parallel-Riesenslalom und den achten Rang im Parallelslalom. Zudem siegte er bei den französischen Meisterschaften 2005 im Parallel-Riesenslalom. Nachdem er nach der Saison 2005/06 nur noch an nationale Wettbewerbe teilgenommen hatte, startete er in der Saison 2010/11 und 2011/12 wieder im Weltcup. Seinen letzten Weltcup absolvierte er im Oktober 2011 in Landgraaf, wo er den 37. Platz im Parallelslalom belegte.

## Teilnahmen an Weltmeisterschaften und Olympischen Winterspielen

### Olympische Winterspiele
- 2002 Salt Lake City: 23. Platz Parallel-Riesenslalom

### Snowboard-Weltmeisterschaften
- 1997 Innichen: 12. Platz Slalom, 30. Platz Parallelslalom
- 1999 Berchtesgaden: 8. Platz Riesenslalom, 8. Platz Parallel-Riesenslalom, 63. Platz Parallelslalom
- 2001 Madonna di Campiglio: 15. Platz Riesenslalom, 22. Platz Parallelslalom
- 2003 Kreischberg: 18. Platz Parallel-Riesenslalom, 20. Platz Parallelslalom
- 2005 Whistler: 8. Platz Parallelslalom, 14. Platz Parallel-Riesenslalom

## Weltcupsiege und Weltcup-Gesamtplatzierungen

### Weltcupsiege
| Nr. | Datum            | Ort              | Disziplin             |
| --- | ---------------- | ---------------- | --------------------- |
| 1.  | 30. Januar 1999  | Mont Sainte-Anne | Riesenslalom          |
| 2.  | 4. Dezember 1999 | Zell am See      | Parallel-Riesenslalom |

### Weltcup-Gesamtplatzierungen
| Saison    | Gesamt | Gesamt | Parallel | Parallel | Parallel-Riesenslalom | Parallel-Riesenslalom | Parallelslalom | Parallelslalom | Riesenslalom | Riesenslalom |
| Saison    | Punkte | Platz  | Punkte   | Platz    | Punkte                | Platz                 | Punkte         | Platz          | Punkte       | Platz        |
| --------- | ------ | ------ | -------- | -------- | --------------------- | --------------------- | -------------- | -------------- | ------------ | ------------ |
| 1995/96   | 177    | 31.    | -        | -        | -                     | -                     | -              | -              | -            | -            |
| 1996/97   | 378    | 30.    | -        | -        | -                     | -                     | -              | -              | 2656         | 10.          |
| 1997/98   | 292    | 29.    | -        | -        | -                     | -                     | -              | -              | -            | -            |
| 1998/99   | 442    | 28.    | -        | -        | -                     | -                     | -              | -              | 3178         | 6.           |
| 1999/2000 | 395    | 25.    | 2214     | 14.      | 2214                  | 14.                   | -              | -              | -            | -            |
| 2000/01   | 157    | 55.    | -        | -        | -                     | -                     | 1104           | 31.            | -            | -            |
| 2001/02   | -      | -      | 94       | 40.      | 799                   | 32.                   | 726            | 22.            | -            | -            |
| 2002/03   | -      | -      | 488      | 39.      | -                     | -                     | -              | -              | -            | -            |
| 2003/04   | -      | -      | 1731     | 22.      | -                     | -                     | -              | -              | -            | -            |
| 2004/05   | -      | -      | 2120     | 17.      | -                     | -                     | -              | -              | -            | -            |
| 2005/06   | 693    | 120.   | 693      | 34.      | -                     | -                     | -              | -              | -            | -            |
| 2010/11   | -      | -      | 148      | 43.      | -                     | -                     | -              | -              | -            | -            |
| 2011/12   | -      | -      | 19       | 70.      | -                     | -                     | -              | -              | -            | -            |